# Saint-Privat-la-Montagne
Saint-Privat-la-Montagne (Duits: Sankt Privat) is een gemeente in het Franse departement Moselle (regio Grand Est). Binnen deze gemeente ligt ook het dorp Jérusalem (Saint-Privat-la-Montagne). Saint-Privat-la-Montagne telde op 1 januari 2022 1.873 inwoners.

## Geschiedenis
In het dorp werd in 1870 een veldslag uitgevochten in de Frans-Duitse Oorlog, die  onderdeel  was van de Slag bij Gravelotte. In de gemeente zijn verschillende monumenten die hieraan herinneren: 
- Frans-Duitse militaire begraafplaats
- Stèle voor voor generaal-majoor Ernst Adolf von Craushaar, gesneuveld op 18 augustus 1870
- Monument voor de Duitse gesneuvelden
- Monument voor het 12e Saksische legerkorps
- Monument voor het 4e Pruisische garderegiment grenadiers
- Monument voor het 1e garderegiment te voet
- Monument voor het 4e garderegiment te voet

De gemeente maakt sinds 22 maart 2015 deel uit van het kanton Rombas. Daarvoor hoorde het bij het kanton Marange-Silvange, dat toen opgeheven werd. Het arrondissement Metz-Campagne fuseerde met het arrondissement Metz-Ville tot het huidige arrondissement Metz.

## Geografie
De oppervlakte van Saint-Privat-la-Montagne bedroeg op 1 januari 2022 5,84 vierkante kilometer; de bevolkingsdichtheid was toen 320,7 inwoners per km².

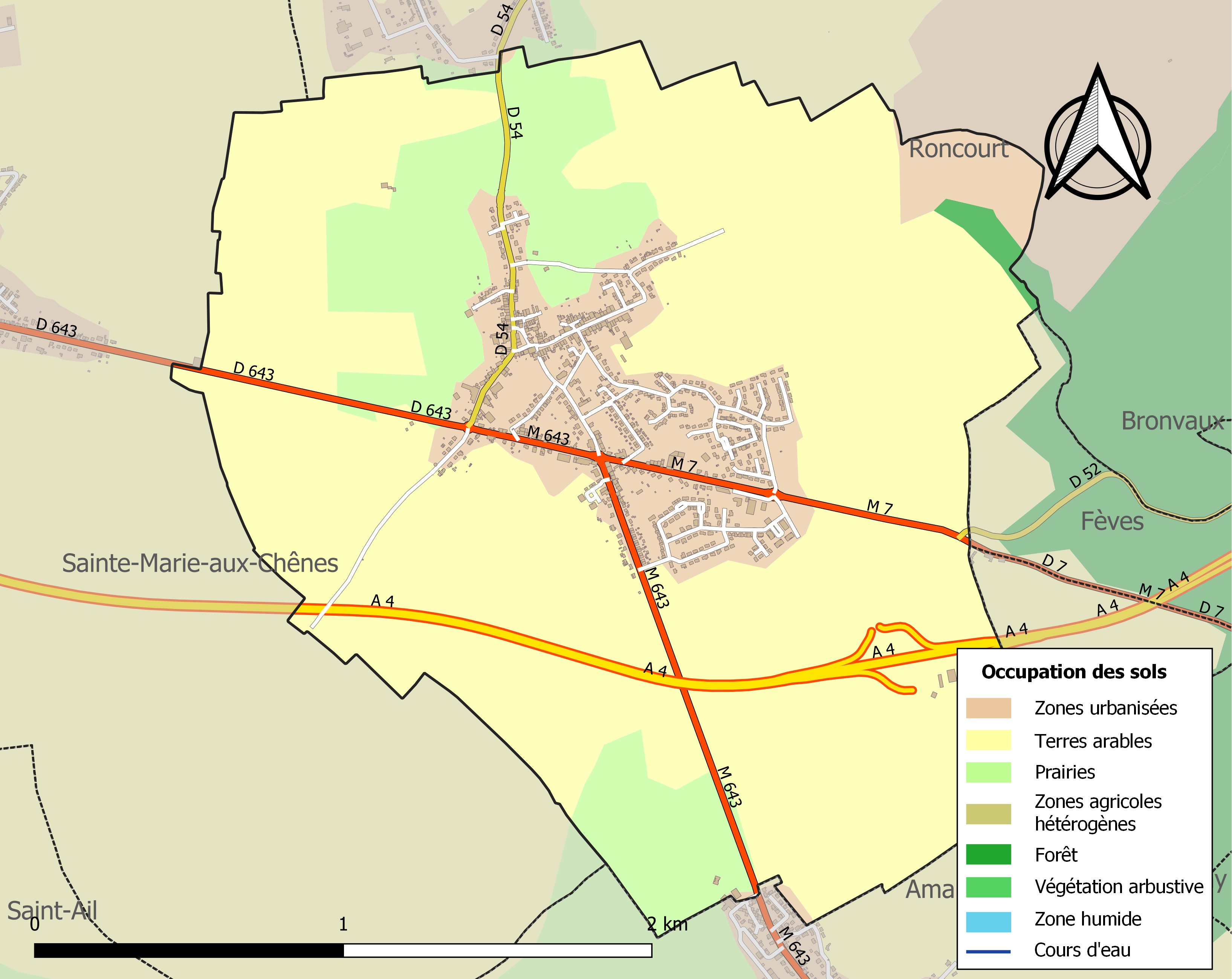
Kaart van de gemeente met de belangrijkste infrastructuur, bodemgebruik en omliggende gemeenten

## Demografie
Onderstaande figuur toont het verloop van het inwonertal (bron: INSEE-tellingen).